# 50-я гвардейская танковая бригада
50-я гвардейская танковая бригада — танковая бригада Красной армии в годы Великой Отечественной войны. Период вхождения в действующую армию: 20 ноября 1944 года по 9 мая 1945 года.

## История
50-я гвардейская танковая Уманско-Померанская ордена Ленина Краснознамённая орденов Суворова, Кутузова и Богдана Хмельницкого бригада сформирована в декабре 1941 — марте 1942 в г. Саратов как 50-я танковая бригада
. Преобразована в гвардейскую бригаду на основании Приказа НКО № 0376 от 20.11.1944 г..
Успешно действовала бригада а составе 9-го гвардейского танкового корпуса в Варшавско-Познанской наступательной операции 1945 года, в ходе которой темпы их продвижения достигали до 90 км в сутки.
За образцовое выполнение заданий командования в боях с немецкими захватчиками, за овладение городом Варшава и проявленные при этом доблесть и мужество бригада награждена орденом Ленина (19 февраля 1945 года).
Особо отличилась бригада и высоких боевых наград удостоена в Восточно-Померанской операции.
За доблесть и воинское мастерство, проявленные личным составом при вступлении в пределы Померании, бригаде присвоено почётное наименование «Померанской» (5 апреля 1945).
За образцовое выполнение заданий командования в боях с немецкими захватчиками при овладении городами Штаргард, Наугард, Польцин и проявленные при этом доблесть награждена орденом Кутузова 2-й степени (3 мая 1945).
Боевой путь бригада завершила в Берлинской наступательной операции. За мужество и высокое воинское мастерство личного состава в этой операции награждена орденом Богдана Хмельницкого 2-й степени (11 июня 1945 года).

## Состав
- Управление бригады (штат № 010/500)
- 1-й отд. танковый батальон (штат № 010/501)
- 2-й отд. танковый батальон (штат № 010/501)
- 3-й отд. танковый батальон (штат № 010/501)
- Моторизованный батальон автоматчиков (штат № 010/502)
- Зенитно-пулемётная рота (штат № 010/503)
- Рота управления (штат № 010/504)
- Рота технического обеспечения (штат № 010/505)
- Медсанвзвод (штат № 010/506)

## Подчинение
- Входила в состав 9-го гвардейского танкового корпуса 2-й гвардейской танковой армии 1-го Белорусского фронта.

## Командиры
- Командиры бригады
  - 20.11.1944 — 1.12.1944 Хотимский, Михаил Васильевич, полковник
  - 1.12.1944 — 15.1.1945 Фраков, Сергей Александрович, подполковник
  - 16.1.1945 — 15.2.1945 Черяпкин, Иосиф Григорьевич, гвардии полковник.
  - 16.2.1945 — 16.3.1945 Пискунов, Михаил Степанович, гвардии подполковник.
  - 17.3.1945 — 10.6.1945 Фёдоров, Илья Андреевич, гвардии полковник.
- Заместитель командира бригады по строевой части
  - Ушаков, Илья Фёдорович, полковник (убит 03.08.1943 — ОБД)
- Начальники штаба бригады
  - 12.1944 — 4.1945 Лыгин, Николай Иванович, майор
  - 4.1945 — 10.06.1945 Дубровин, Николай Иванович, майор
- Заместители командира бригады по политической части
- Заместитель командира бригады по технической части
  - 27.02.1945 — 1945 Ипполитов, Евгений Васильевич, майор
- Начальник политотдела (с июня 1943 г. он же заместитель командира по политической части)
  - 20.11.1944 — 27.12.1944 Воронщиков, Фёдор Ильич, подполковник
  - 27.12.1944 — 16.07.1945 Гусельников, Леонид Иванович, подполковник

## Отличившиеся воины
| Награда | Ф. И.О                         | Звание                    | Должность                                                               | Дата награждения     | Примечания                       |
| ------- | ------------------------------ | ------------------------- | ----------------------------------------------------------------------- | -------------------- | -------------------------------- |
|         | Анисимов, Василий Кондратьевич | гвардии старшина          | механик-водитель танка 3-го танкового батальона                         | 27 февраля 1945 года |                                  |
|         | Викулов, Павел Иванович        | гвардии младший лейтенант | командир танкового взвода 3-го танкового батальона                      | 27 февраля 1945 года | Погиб в бою 23 января 1945 года  |
|         | Горин, Николай Кузьмич         | гвардии младший сержант   | наводчик противотанкового орудия моторизованного батальона автоматчиков | 27 февраля 1945 года |                                  |
|         | Кривенко, Иван Илларионович    | гвардии старший сержант   | механик-водитель танка 1-го танкового батальона                         | 31 мая 1945 года     |                                  |
|         | Луценко, Игнат Дорофеевич      | гвардии старший сержант   | механик-водитель танка 2-го танкового батальона                         | 27 февраля 1945 года | Погиб в бою 8 февраля 1945 года  |
|         | Масаев, Аслангери Яхьяевич     | гвардии лейтенант         | командир танкового взвода 1 танкового батальона                         | 27 февраля 1945 года | Погиб в бою 21 февраля 1945 года |
|         | Молчанов, Николай Сергеевич    | гвардии капитан           | командир танковой роты 2-го танкового батальона                         | 27 февраля 1945 года |                                  |
|         | Неживенко, Павел Гурьевич      | гвардии старший лейтенант | командир роты 1-го танкового батальона                                  | 27 февраля 1945 года | Погиб в бою 5 февраля 1945 года  |
|         | Пискунов, Михаил Степанович    | гвардии подполковник      | командир бригады                                                        | 31 мая 1945 года     |                                  |
|         | Поданев, Егор Фёдорович        | гвардии старший сержант   | механик-водитель танка 3-го танкового батальона                         | 27 февраля 1945 года | Погиб в бою 1 февраля 1945 года  |
|         | Тарановский, Василий Яковлевич | гвардии лейтенант         | командир взвода автоматчиков моторизованного батальона                  | 24 марта 1945 года   |                                  |
|         | Фефелов, Яков Филиппович       | гвардии старший сержант   | механик-водитель танка 1-го танкового батальона                         | 27 февраля 1945 года | Погиб в бою 8 февраля 1945 года  |
|         | Черяпкин, Иосиф Григорьевич    | гвардии подполковник      | командир бригады                                                        | 6 апреля 1945 года   |                                  |
|         | Шумейко, Григорий Григорьевич  | гвардии лейтенант         | командир взвода 2-го танкового батальона                                | 27 февраля 1945 года |                                  |

## Награды и наименования
| Награда, наименование                 | Дата                 | За что получена |
| ------------------------------------- | -------------------- | --- |
| Почётное наименование «Уманская»      | 19 марта 1944 года   | Почётное наименование присвоено в ознаменование одержанной победы и за отличие в боях по прорыву обороны противника на уманском направлении и освобождение города Умань. Приказ Верховного Главнокомандующего от 19 марта 1944 года № 061.                                                                      |
| Орден Красного Знамени                | 8 апреля 1944 года   | За образцовое выполнение заданий командования при форсировании Днестра, овладении городом и важным железнодорожным узлом Бельцы, выход на государственную границу и проявленные при этом доблесть и мужество награждена орденом Красного Знамени. Указ Президиума Верховного Совета СССР от 8 апреля 1944 года. |
| Орден Суворова II степени             | 9 августа 1944       | За образцовое выполнение боевых заданий командования на фронте борьбы с немецкими захватчиками, за овладение городом Люблин и проявленные при этом доблесть и мужество награждена орденом Суворова II степени. Указ Президиума Верховного Совета СССР от 9 августа 1944 года.                                   |
| Почётное звание Гвардейская           | 1 декабря 1944 года  | За отважные и умелые действия личного состава в боях |
| Орден Ленина                          | 19 февраля 1945 года | За образцовое выполнение заданий командования в боях с немецкими захватчиками, за овладение городом Варшава и проявленные при этом доблесть и мужество награждена орденом Ленина. Указ Президиума Верховного Совета СССР от 19 февраля 1945 года.                                                               |
| Почётное наименование «Померанская»   | 5 апреля 1945 года   | В ознаменование одержанной победы и отличие в боях при вторжении в пределы немецкой Померании. Приказ Верховного Главнокомандующего от 5 апреля 1945 года № 057. |
| Орден Кутузова II степени             | 26 апреля 1945 года  | За образцовое выполнение заданий командования в боях с немецкими захватчиками при овладении городами Штаргард, Наугард, Польцин и проявленные при этом доблесть и мужество награждена орденом Кутузова II степени. Указ Президиума Верховного Совета СССР от 24 апреля 1945 года.                               |
| Орден Богдана Хмельницкого II степени | 11 июня 1945 года    | За образцовое выполнение заданий командования в боях с немецкими захватчиками при овладении столицей Германии городом Берлин и проявленные при этом доблесть и мужество награждена орденом Богдана Хмельницкого II степени. Указ Президиум Верховного Совета СССР от 11 июня 1945 года.                         |

Личный состав бригады удостаивался благодарностей Верховного Главнокомандующего Вооружёнными Силами СССР 11 раз
Согласно приказу НКО от 10 июня 1945 года № 0013 бригада переформирована в 50-й гвардейский танковый полк.